# Atopsyche hamata
Atopsyche hamata är en nattsländeart som beskrevs av Ross och King 1952. Atopsyche hamata ingår i släktet Atopsyche och familjen Hydrobiosidae. Inga underarter finns listade i Catalogue of Life.